# Längdhopp för herrar i friidrott vid olympiska sommarspelen 1984
Längdhopp för herrar vid olympiska sommarspelen 1984 i Los Angeles avgjordes 6 augusti. 

## Medaljörer
| Gren      | Guld             | Guld   | Silver                  | Silver | Brons                          | Brons  |
| Längdhopp | Carl Lewis · USA | 8,54 m | Gary Honey · Australien | 8,24 m | Giovanni Evangelisti · Italien | 8,24 m |

## Resultat

### Kval

#### Grupp A
| Placering | Totalt | Idrottare                | Försök | Försök | Försök | Längd  | Noteringar |
| Placering | Totalt | Idrottare                | 1      | 2      | 3      | Längd  | Noteringar |
| --------- | ------ | ------------------------ | ------ | ------ | ------ | ------ | ---------- |
| 1         | 1      | Carl Lewis (USA)         | 8.30   | —      | —      | 8.30 m |            |
| 2         | 4      | Antonio Corgos (ESP)     | 8.02   | —      | —      | 8.02 m |            |
| 3         | 6      | Gary Honey (AUS)         | 7.93   | —      | —      | 7.93 m |            |
| 4         | 7      | Joey Wells (BAH)         | X      | 7.92   | —      | 7.92 m |            |
| 5         | 8      | Mike McRae (USA)         | 7.70   | 7.50   | 7.89   | 7.89 m |            |
| 6         | 9      | Kim Jong-Il (KOR)        | X      | 7.67   | 7.86   | 7.86 m |            |
| 7         | 10     | Liu Yuhuang (CHN)        | 7.83   | X      | 7.73   | 7.83 m |            |
| 8         | 14     | Nenad Stekić (YUG)       | 7.60   | 7.41   | 7.45   | 7.60 m |            |
| 9         | 16     | Moses Kiyai (KEN)        | X      | 7.51   | X      | 7.51 m |            |
| 10        | 18     | Wang Shijie (CHN)        | X      | 7.22   | 7.36   | 7.36 m |            |
| 11        | 20     | Lee Fu-An (TPE)          | 7.23   | 6.96   | 6.82   | 7.23 m |            |
| 12        | 22     | Kristján Hardarson (ISL) | X      | 7.09   | 6.93   | 7.09 m |            |
| 13        | 24     | Fidel Solórzano (ECU)    | 6.93   | 6.84   | 6.90   | 6.93 m |            |
| 14        | 25     | Abdoulaye Traoré (MLI)   | 6.92   | 6.36   | 6.60   | 6.92 m |            |
| 15        | 26     | Bilanday Bodjona (TOG)   | 6.82   | 6.70   | 6.75   | 6.82 m |            |
| 16        | 27     | Ghabi Issa Khouri (LIB)  | 6.25   | X      | 6.80   | 6.80 m |            |
| —         | —      | Paul Emordi (KEN)        | —      | —      | —      | DNS    |            |

#### Grupp B
| Placering | Totalt | Idrottare                   | Försök | Försök | Försök | Längd  | Noteringar |
| Placering | Totalt | Idrottare                   | 1      | 2      | 3      | Längd  | Noteringar |
| --------- | ------ | --------------------------- | ------ | ------ | ------ | ------ | ---------- |
| 1         | 2      | Larry Myricks (USA)         | 7.80   | 8.02   | —      | 8.02 m |            |
| 2         | 3      | Junichi Usui (JPN)          | 7.62   | 8.02   | —      | 8.02 m |            |
| 3         | 5      | Giovanni Evangelisti (ITA)  | 7.94   | —      | —      | 7.94 m |            |
| 4         | 11     | Yusuf Alli (NGR)            | 7.65   | 7.43   | 7.82   | 7.82 m |            |
| 5         | 12     | Jubobaraye Kio (NGR)        | X      | 7.76   | X      | 7.76 m |            |
| 6         | 13     | René Gloor (SUI)            | 7.57   | 7.71   | 7.58   | 7.71 m |            |
| 7         | 15     | Lester Benjamin (ANT)       | X      | 7.44   | 7.57   | 7.57 m |            |
| 8         | 17     | Kémobé Djirmassal (CHA)     | 7.01   | 7.11   | 7.51   | 7.37 m |            |
| 9         | 19     | Lyndon Sands (BAH)          | 7.32   | 5.95   | 7.22   | 7.32 m |            |
| 10        | 21     | Steve Hanna (BAH)           | 6.97   | 2.36   | 7.10   | 7.10 m |            |
| 11        | 23     | Shahad Mubarak (UAE)        | 6.98   | X      | —      | 6.98 m |            |
| 12        | 28     | Oscar Diesel (PAR)          | 6.45   | 6.78   | 6.73   | 6.78 m |            |
| 13        | 29     | Ernest Tché-Noubossie (CMR) | 6.76   | 6.57   | 6.52   | 6.76 m |            |
| 14        | 30     | Dimitrios Araouzas (CYP)    | X      | X      | 5.67   | 5.67 m |            |
| —         | —      | Steve Walsh (NZL)           | X      | X      | X      | NM     |            |
| —         | —      | Ronald Desruelles (BEL)     | —      | —      | —      | DNS    |            |
| —         | —      | Francis Dodoo (GHA)         | —      | —      | —      | DNS    |            |

### Final
| 1  | Carl Lewis (USA)           | 8.54 | X    | —    | —    | —    | —    | 8.54 m |  |
| 2  | Gary Honey (AUS)           | 7.97 | 7.92 | 8.18 | 7.92 | X    | 8.24 | 8.24 m |  |
| 3  | Giovanni Evangelisti (ITA) | 8.09 | 7.94 | 7.90 | X    | X    | 8.24 | 8.24 m |  |
| 4  | Larry Myricks (USA)        | 8.06 | 7.99 | X    | 8.00 | 8.16 | 6.28 | 8.16 m |  |
| 5  | Liu Yuhuang (CHN)          | X    | 7.66 | 7.89 | 7.65 | 7.60 | 7.99 | 7.99 m |  |
| 6  | Joey Wells (BAH)           | 7.97 | X    | X    | —    | —    | —    | 7.97 m |  |
| 7  | Junichi Usui (JPN)         | 7.63 | 7.82 | 7.87 | 7.72 | 7.09 | —    | 7.87 m |  |
| 8  | Kim Jong-Il (KOR)          | 7.76 | 7.81 | 7.77 | X    | 7.59 | X    | 7.81 m |  |
|    |                            |      |      |      |      |      |      |        |  |
| 9  | Yusuf Alli (NGR)           | 7.67 | 7.78 | 7.72 |      |      |      | 7.78 m |  |
| 10 | Antonio Corgos (ESP)       | 7.44 | 7.50 | 7.69 |      |      |      | 7.69 m |  |
| 11 | Mike McRae (USA)           | X    | 7.63 | 7.45 |      |      |      | 7.63 m |  |
| 12 | Jubobaraye Kio (NGR)       | X    | 7.57 | X    |      |      |      | 7.57 m |  |